# クリスティアン (シュレースヴィヒ＝ホルシュタイン＝ゾンダーブルク＝グリュックスブルク公)
クリスティアン（Christian von Schleswig-Holstein-Sonderburg-Glücksburg, 1627年6月19日 - 1698年11月17日）は、シュレースヴィヒ＝ホルシュタイン＝ゾンダーブルク＝グリュックスブルク家（1622年創設）の第2代公爵（在位1662年 - 1698年）。

## 生涯
シュレースヴィヒ＝ホルシュタイン＝ゾンダーブルク＝グリュックスブルク公フィリップと、その妻でザクセン＝ラウエンブルク公フランツ2世の娘であるゾフィー・ヘートヴィヒの間の唯一成育した息子で、1662年父の死とともにその全所領を単独相続した。
ところがゴットルプ公クリスチャン・アルブレクトとデンマーク王権との抗争を理由に、デンマーク王フレゼリク3世もその後継者クリスチャン5世も、クリスティアンに対する封土授与式を実施しなかった。さらにデンマーク王権は領邦高権のないゾンダーブルク一門の分有領主身分の公爵の所領に対し、納税さえ要求してきた。クリスティアンは同世代のいとこたち、ゾンダーブルク公クリスティアン・アドルフやノルブルク公ヨハン・ボギスラウを襲ったような経済的破滅を、義兄のブラウンシュヴァイク＝ヴォルフェンビュッテル公ルドルフ・アウグストの政治介入と財政援助により、何とか回避することができた。さらに有能な領地管理人を抱えていたおかげで、クリスティアンはデンマーク王権の課す税の負担を乗り切り、所領を減らさず保持することに成功した。
所領内の6つの教区共同体に対して、就学義務制度を導入し、グリュックスブルクおよびムンクブラールプに学校を開き、1682年領内に独自の礼拝次第を定めた。

## 子女
家督継承の翌年の1663年9月13日、ブラウンシュヴァイク＝ヴォルフェンビュッテル公アウグスト2世の最年長の娘で大変な教養の持ち主であったジビーレ・ウルズラと最初の結婚をした。しかしジビーレは早くも1664年重い病にかかり、1671年難産が原因で死亡した。間に生まれた4子（死産児2名を含む）はいずれも生後2ヶ月以上生きながらえることができなかった。
1672年5月10日、叔父のプレーン公ヨアヒム・エルンストの娘アグネス・ヘートヴィヒ（1640年 - 1698年）と再婚。間に生まれた7子のうち3名が成育した。
- フィリップ・エルンスト（1673年 - 1729年） - グリュックスブルク公
- ゾフィー・アウグステ（1674年 - 1713年）
- クリスティアン・アウグスト（1681年 - 1714年）

## 引用・脚注
1. ↑  Carsten Porskrog Rasmussen: Die älteren Glückburger Herzöge. S. 277
2. ↑  Carsten Porskrog Rasmussen: Die älteren Glückburger Herzöge. S. 285